# Heinz Arnold
Heinz Arnold, nemški častnik, vojaški pilot in letalski as, * 12. februar 1919, Flöha, † 17. april 1945, padel v boju.

## Življenjepis
Arnold je v Luftwaffe vstopil 5. septembra 1939, ko se je vpisal v šolo za vojaške pilote v Tutowu. Sprva se je učil za letalskega tehnika, s šolanjem za vojaškega pilota pa je začel 27. januarja 1940 v 12. učnem polku za vojaške pilote. Šolanje je nadaljeval v Parndorfu, pri šoli za pilote lovskih letal Jagdfliegerschule 5, kamor je prišel 11. decembra 1940. 
Svojo aktivno letalsko kariero je začel pri 5. lovski skupini (JG 5) na vzhodni fronti. Do konca leta 1944, ko je bil premeščen v JG 7, da bi tam letel z novimi reaktivnimi lovci Messerschmitt Me 262 je zbral že 42 zračnih zmag.
Dodeljen je bil 11./JG 7, s katerim je dosegel sedem zmag, med katerimi so bili tudi štirje štirimotorni bombniki. 17. aprila 1945 so Heinza Arnolda sestrelila ameriška lovska letala, najverjetneje North American P-51 Mustang. Takrat je Arnold sodeloval v jurišni akciji v bližini mesta Großebersdorf.
Heinz Arnold je skupaj dosegel 49 zračnih zmag, med katerimi jih je kar 42 dosegel na vzhodni fronti, kljub temu pa ni znano, da bi bil odlikovan s katerim od prestižnejših odlikovanj.